# Sinophorus varianae
Sinophorus varianae är en stekelart som beskrevs av Sanborne 1984. Sinophorus varianae ingår i släktet Sinophorus och familjen brokparasitsteklar. Inga underarter finns listade i Catalogue of Life.